# موامبر

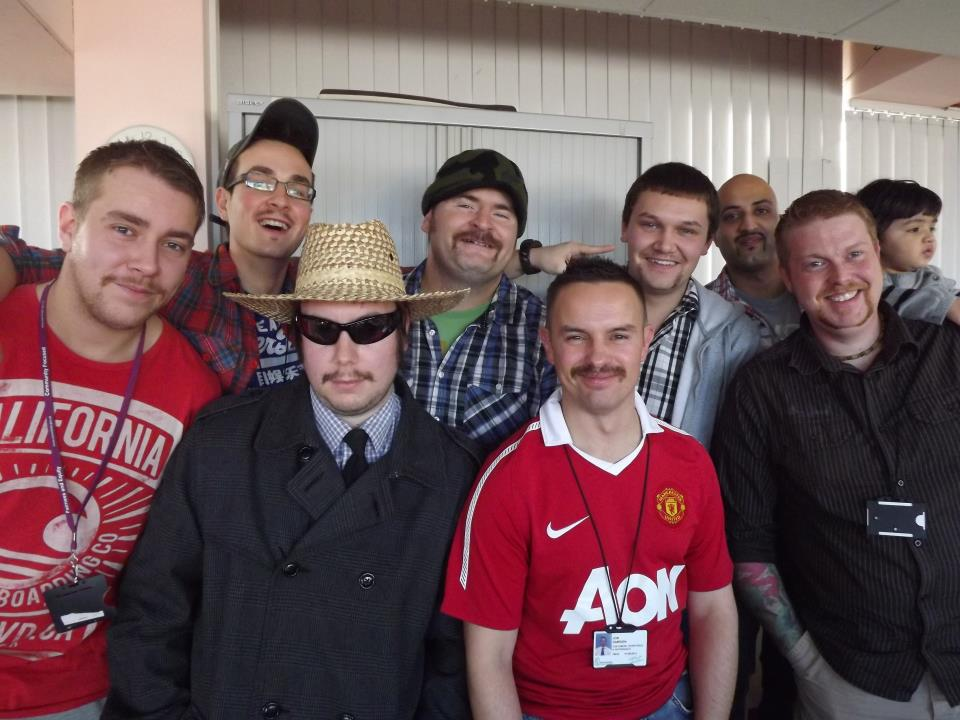
گروهی از مردان برای موامبر سبیل خود را نشان می‌دهند.

موامبر (یک واژهٔ تک‌واژ چندوجهی از moustache به معنی سبیل و November ماه نوامبر) رخدادی سالانه به مدت یک ماه است که در ماه نوامبر برگزار می‌شود و شامل بلند کردن سبیل برای ارتقای آگاهی در خصوص سرطان‌های مردان و خیریه‌های دیگر است. بنیاد نوامبر رخداد خیریه نوومبر را در Movember.com برگزار می‌نماید. هدف موومبر «تغییر چهره سلامت مردان» است.
موامبر با تشویق مردان (که آنها را مو بروز "Mo Bros" می‌خواند) به درگیر شدن تلاش می‌کند تشخیص و درمان‌های مؤثر سریع سرطان را افزایش داده و نهایتاً تعداد مرگ‌های قابل پیشگیری را کاهش دهد.

## وجه تسمیه

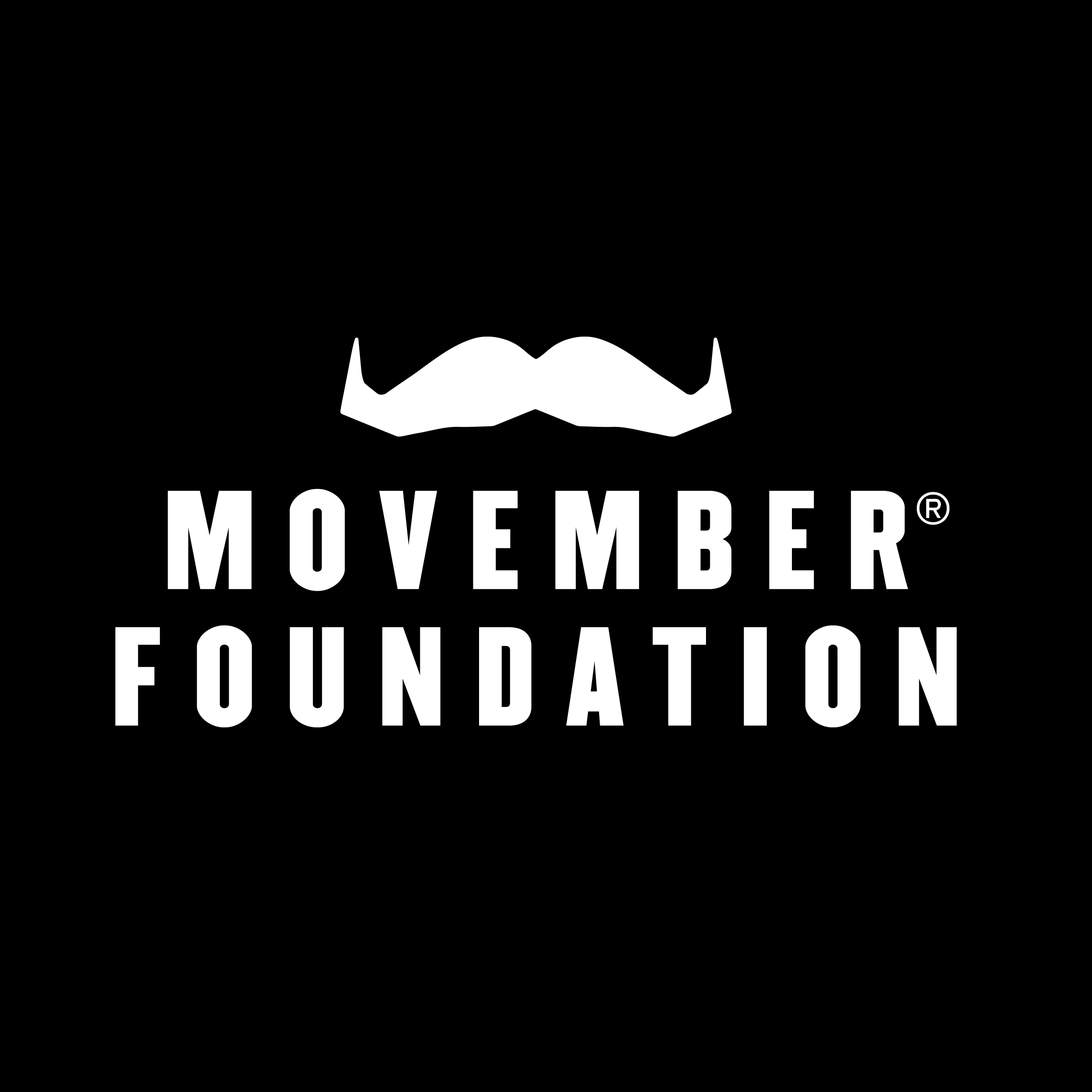
لوگوی بنیاد Movember

موامبر یک برنامه یک‌ماهه است که در آن مردها سبیل خود را در طول ماه آبان نمی‌زنند تا توجه عموم را به مسائل مربوط به بهداشت و بیماری‌های مختص مردان از جمله سرطان پروستات جلب کنند. در زبان انگلیسی این برنامه را Movemebr می‌خوانند که مرکب است از کلمات Moustache به معنای سبیل و November که دومین ماه پاییز در تقویم میلادی است. هدف این برنامه «تغییر چهره بهداشت مردان عنوان شده‌است». با تشویق مردان به شرکت کردن در این برنامه دست‌اندرکاران سابان بر آنند تا به تعداد مردانی که مرتب و به شکل سالانه سلامت خود را می‌سنجند بیفزایند و به این ترتیب تشخیص سرطان در مراحل اولیه را بالا ببرند و از تعداد مرگ‌های قابل پیشگیری بکاهند.
بنیاد موامبر Movember Foundation در سال ۲۰۰۴ در استرالیا تأسیس شد و با فاصله کوتاهی در کشورهای دیگر هم فعالیت خود را آغاز کرد. در سال ۲۰۱۱ کانادا در صدر کشورهایی که به بنیاد موامبر کمک کرده‌اند قرار گرفت.